# Ітеа
Ітеа (грец. Ιτέα означає верба), — місто і колишній муніципалітет в південно-східній частині Фокида, Греція. З 2011 року через державну реформу місцевого самоврядування є частиною муніципалітету Дельфи, у якій є муніципальним утворенням.

## Адміністративний поділ
Муніципальне утворення Ітеа складається з громад Ітеа, Кіра і Трітая.

## Географія
Ітеа власне розташований на північному узбережжі затоки Корінфа, в 2 км на захід від Кіра, в 8 км на північний захід Дельфи, в 11 км на південь від Амфіса і 52 км на схід від Навпакт. Грецька національна дорога 48 з'єднує Ітеа із Навпакт, Дельфи і Лівадія, грецька національна дорога 27 з Амфіса і Ламія.

## Галерея міста

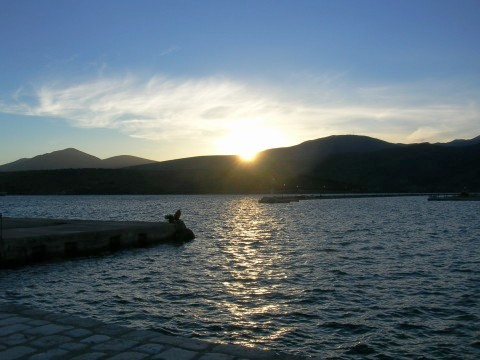
Захід сонця в Ітеа, Греція

## Населення
Населення із 1991 по 2011 рр..
| № | Рік  | Населення міста | Населення муніципалітету |
| - | ---- | --------------- | ------------------------ |
| 1 | 1991 | 4,303           | 5592                     |
| 2 | 2001 | 4,666           | 6,072                    |
| 3 | 2011 | 4,362           | 5,888                    |

## Міжнародна співпраця
| Прапор країни | Місто, регіон                  | Країна  | Документ про співпрацю                                                                                       | Дата підписання документу |
| ------------- | ------------------------------ | ------- | --- | ------------------------- |
| Україна       | Біла Церква (Київська область) | Україна | Угода про партнерську співпрацю між містами Біла Церква та Ітеа (муніципалітет міста Дельфи, Фокіда, Греція) | 18 вересня 2013 р.        |